# Tour des Apennins 2017
La 78e édition du Tour des Apennins a eu lieu le 9 avril 2017. Elle fait partie du calendrier UCI Europe Tour 2017 en catégorie 1.1. C'est également la cinquième épreuve de la Coupe d'Italie de cyclisme sur route 2017. La course est remportée par l'Italien Danilo Celano (Amore & Vita-Selle SMP-Fondriest).

## Présentation

### Équipes
| Équipes continentales professionnelles (5)- Androni Giocattoli - Bardiani CSF - Gazprom-RusVelo - Nippo-Vini Fantini - Wilier Triestina-Selle Italia Équipes continentales (11)- 0711/Cycling - Amore & Vita-Selle SMP-Fondriest - Bicicletas Strongman - D'Amico-Utensilnord - GM Europa Ovini - Meridiana Kamen - Sangemini-MG.Kvis - Tirol - Unieuro Trevigiani-Hemus 1896 - Vorarlberg - WSA-Greenlife Équipes nationales (2)- Italie - Russie |
| |

## Classements

### Classement final
La course est remportée par l'Italien Danilo Celano (Amore & Vita-Selle SMP-Fondriest).
| \| Classement général \| Classement général \| Classement général \| Classement général \| Classement général \| \| Coureur \| Coureur \| Pays \| Équipe \| Temps \| \| ------------------ \| ------------------ \| ------------------ \| -------------------------------- \| ------------------ \| \| 1er \| Danilo Celano \| Italie \| Amore & Vita-Selle SMP-Fondriest \| 5 h 00 min 30 s \| \| 2e \| Egan Bernal \| Colombie \| Androni-Sidermec-Bottecchia \| + 16 s \| \| 3e \| Manuel Senni \| Italie \| Italie \| + 16 s \| \| 4e \| Cristian Rodríguez \| Espagne \| Wilier Triestina-Selle Italia \| + 16 s \| \| 5e \| Rodolfo Torres \| Colombie \| Androni-Sidermec-Bottecchia \| + 16 s \| \| 6e \| Mattia Cattaneo \| Italie \| Androni-Sidermec-Bottecchia \| + 16 s \| \| 7e \| Fausto Masnada \| Italie \| Androni-Sidermec-Bottecchia \| + 34 s \| \| 8e \| Matteo Busato \| Italie \| Wilier Triestina-Selle Italia \| + 34 s \| \| 9e \| Ivan Santaromita \| Italie \| Nippo-Vini Fantini \| + 34 s \| \| 10e \| Óscar Sánchez \| Colombie \| Bicicletas Strongman \| + 34 s \| |                    |          |                                  |                 |
| |                    |          |                                  |                 |
| Source : ProCyclingStats |                    |          |                                  |                 |
| Classement général |                    |          |                                  |                 |
| Coureur | Coureur            | Pays     | Équipe                           | Temps           |
| 1er | Danilo Celano      | Italie   | Amore & Vita-Selle SMP-Fondriest | 5 h 00 min 30 s |
| 2e | Egan Bernal        | Colombie | Androni-Sidermec-Bottecchia      | + 16 s          |
| 3e | Manuel Senni       | Italie   | Italie                           | + 16 s          |
| 4e | Cristian Rodríguez | Espagne  | Wilier Triestina-Selle Italia    | + 16 s          |
| 5e | Rodolfo Torres     | Colombie | Androni-Sidermec-Bottecchia      | + 16 s          |
| 6e | Mattia Cattaneo    | Italie   | Androni-Sidermec-Bottecchia      | + 16 s          |
| 7e | Fausto Masnada     | Italie   | Androni-Sidermec-Bottecchia      | + 34 s          |
| 8e | Matteo Busato      | Italie   | Wilier Triestina-Selle Italia    | + 34 s          |
| 9e | Ivan Santaromita   | Italie   | Nippo-Vini Fantini               | + 34 s          |
| 10e | Óscar Sánchez      | Colombie | Bicicletas Strongman             | + 34 s          |